# بيترو أورتيغا
بيترو أورتيغا (بالإسبانية: Simone Ortega)‏ هي طباخة ومؤلفة وكاتِبة إسبانية، ولدت في 29 مايو 1919 في برشلونة في إسبانيا، وتوفيت في 2 يوليو 2008 في مدريد في إسبانيا.